# Ramogenia challengeri
Ramogenia challengeri är en snäckart som först beskrevs av Gerard Kalshoven Gude 1906.  Ramogenia challengeri ingår i släktet Ramogenia och familjen Camaenidae. Inga underarter finns listade i Catalogue of Life.